# Hagtornsfjäril
Hagtornsfjäril (Aporia crataegi) är en dagfjäril av familjen vitfjärilar. Den är Gästriklands landskapsinsekt.

## Kännetecken

### Imago
Som fullbildad individ, imago, är hagtornsfjärilen en relativt stor fjäril med ett vingspann på cirka 60 till 75 millimeter. Båda könen ser likadana ut, men honan är lite större. Vingarna är vita med tydligt markerade svarta vingribbor.

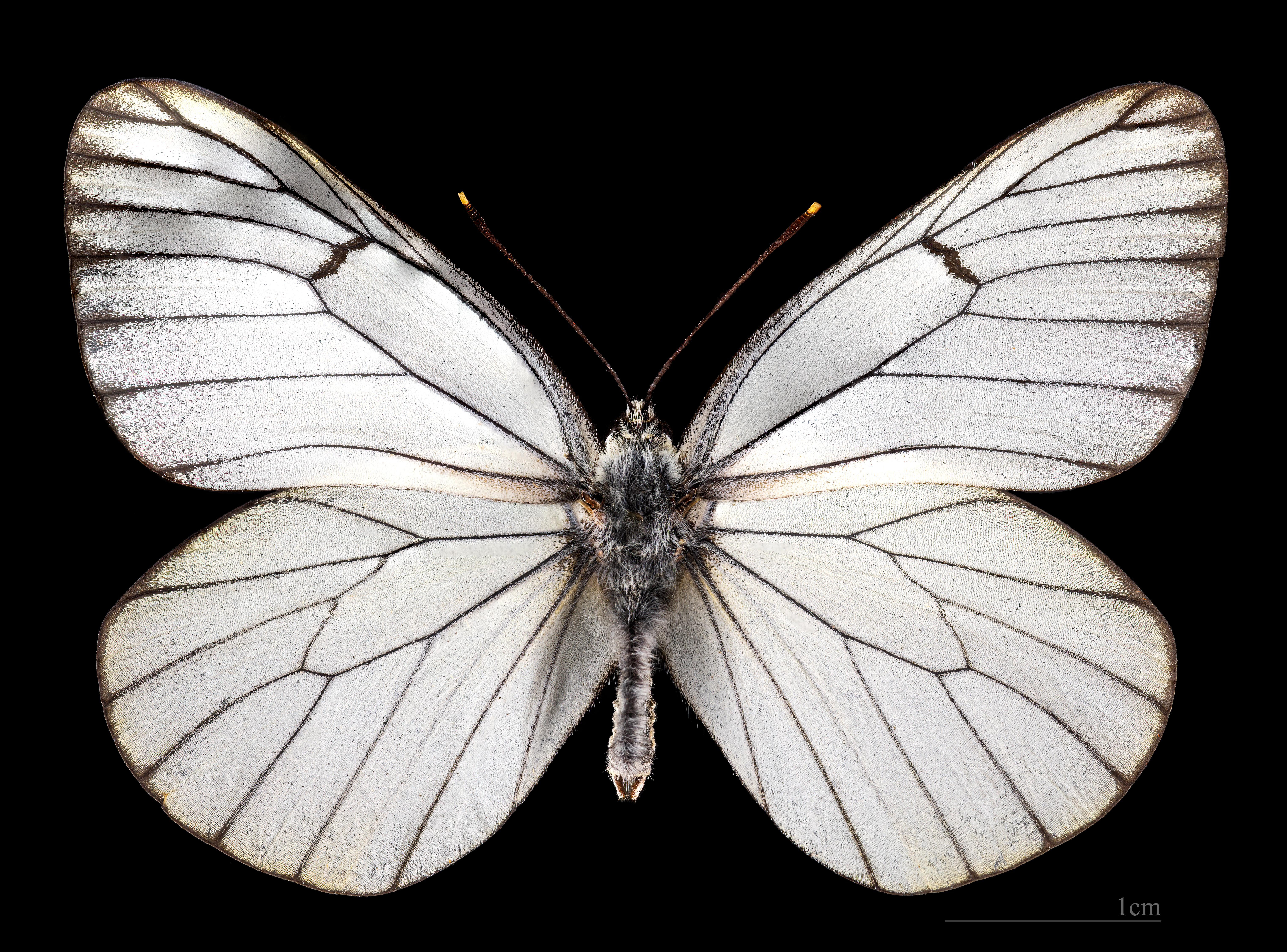
Aporia crataegi ♂
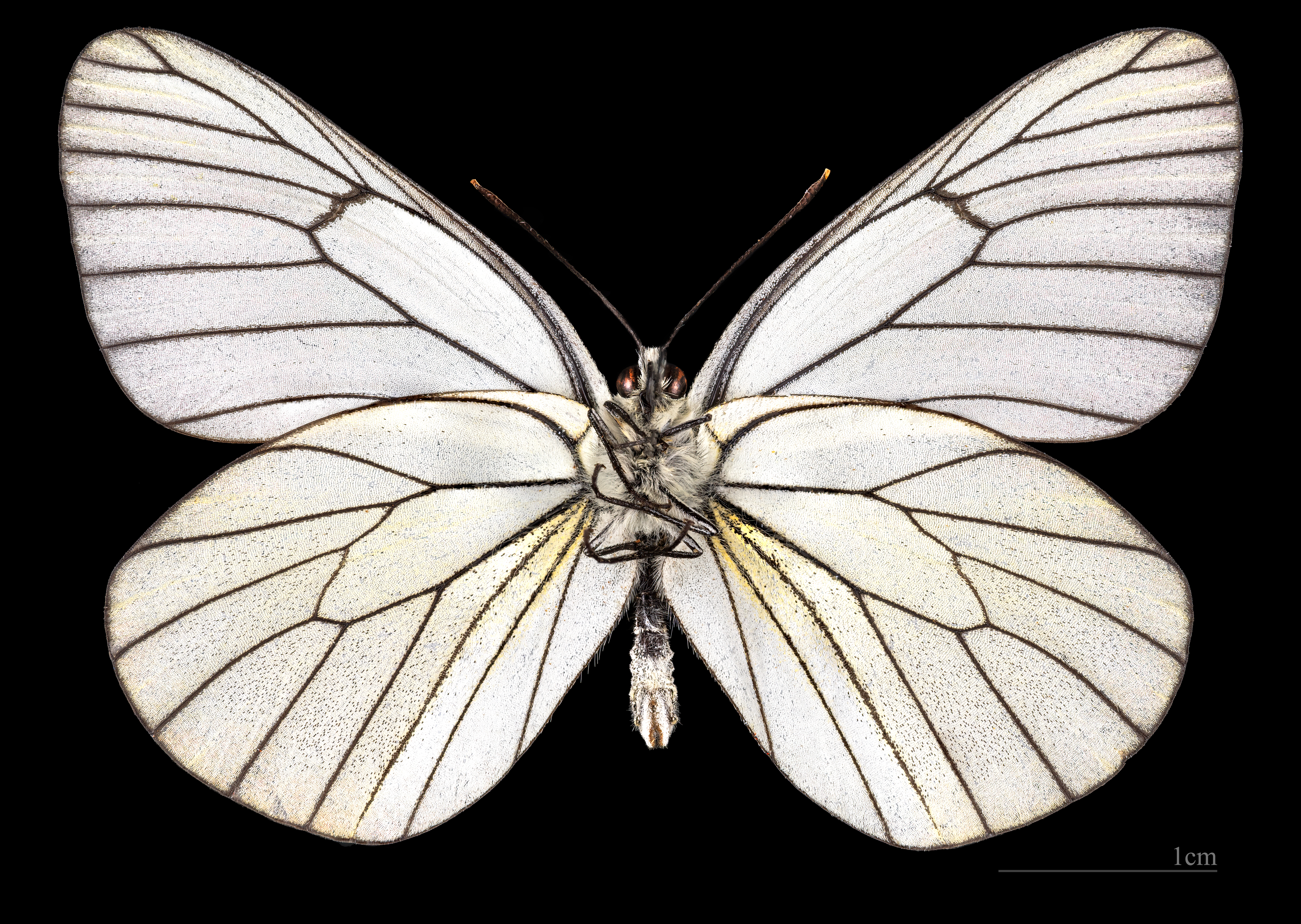
Aporia crataegi ♂ △
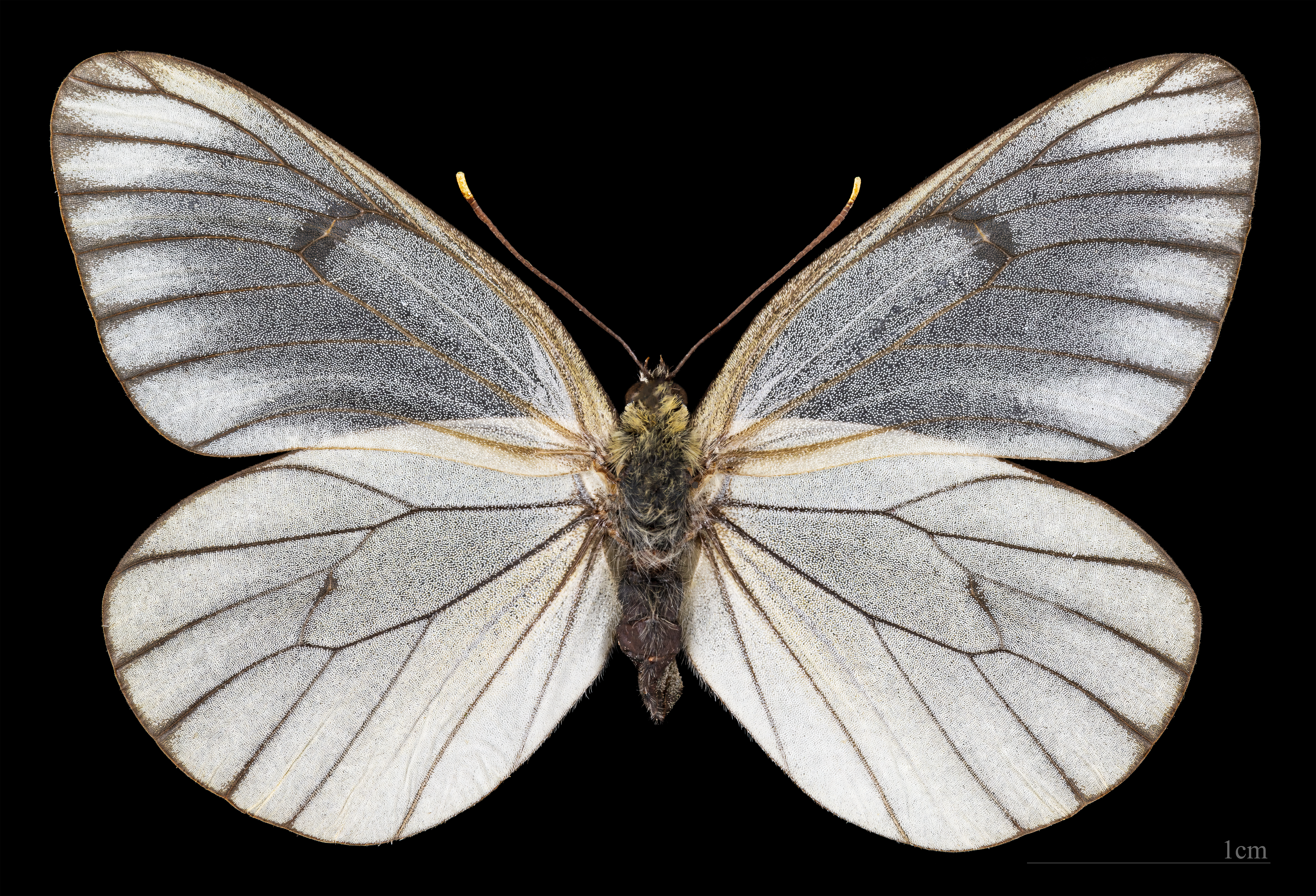
Aporia crataegi  ♀
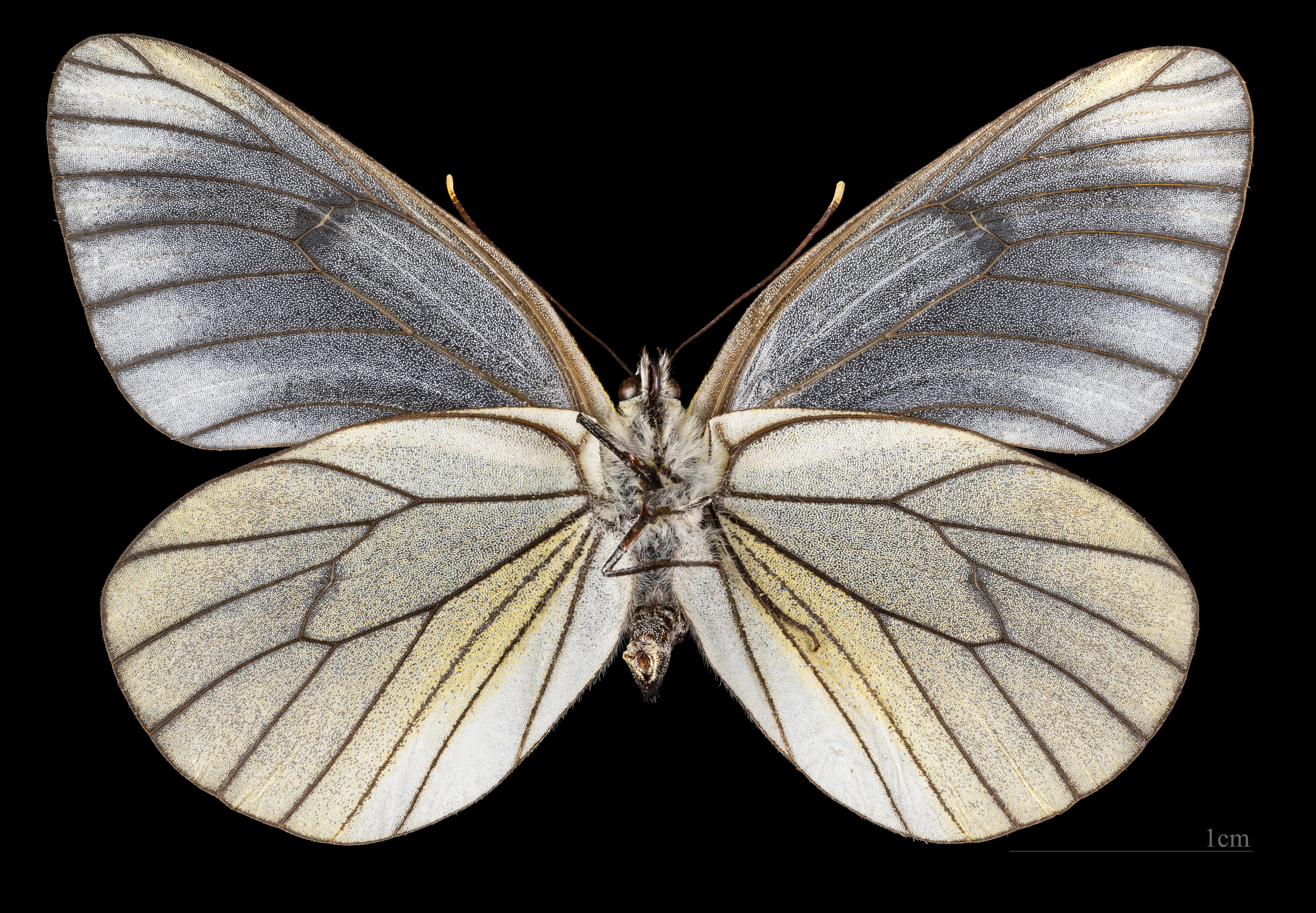
Aporia crataegi  ♀ △

### Ägg
Äggen ser ut som rödgula käglor med fem vita knoppar på toppen. De läggs i grupper om 30 till 100 ägg på undersidan av värdväxtens blad. Föredragna värdväxter är relativt stora träd som olika sorters hagtornar, rönn, oxbär eller slån, men även plommon, vildapel eller i stort sett vilken rosväxtbuske eller träd kan användas om så behövs. Det tar runt 2 till tre veckor för äggen att kläckas.

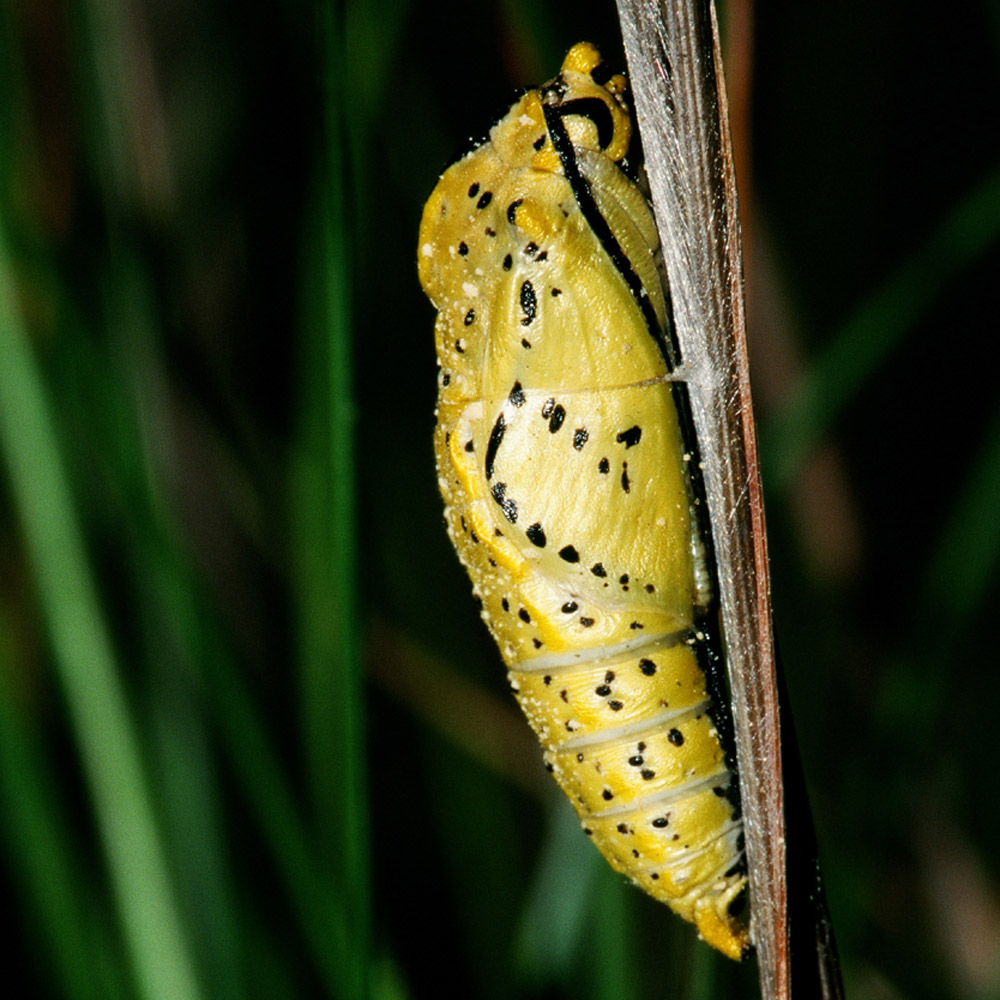
Puppa

### Puppa
Puppan har en ljusgrön eller ljusgul bakgrundsfärg och är täckt av svarta prickar.

### Larv
Den nykläckta larven är brun med svart huvud. Efterhand mörknar grundfärgen till svart och sidorygglinjer bestående av rödbruna fläckar avbrutna av vita punker framträder. Redan som nykläckt har den tätt fint hår, som blir allt längre och även ljusare. Larverna föredrar de späda bladen vid toppskotten på värdväxten. Där spinner den ett skydd som inför vintern görs tätare. Larven övervintrar skyddad av detta på samma kvist som den kläckts på. Efterhand som toppskottens blad tar slut, äter sig larven nedåt kvisten, fortfarande samlad i grupper.

## Utbredning
Den återfinns i tempererat klimat över i stort sett hela den palearktiska regionen. Hagtornsfjärilen varierar starkt i hur många individer som återfinns under ett enskilt år.